# Slang Spirituals
Slang Spirituals è il secondo album in studio della cantante statunitense Lady Blackbird.

## Il disco
A differenza del primo disco della cantante Black Acid Soul, composto quasi totalmente di cover jazz, Slang Spirituals comprende solo brani originali della cantante, a eccezione del brano When the Game Is Played on You ripreso da Bettye Swann.
La gestazione del disco è in realtà iniziata prima di quella di Black Acid Soul: Lady Blackbird aveva infatti cominciato a scrivere dei brani per un disco di inediti, alcuni dei quali erano poi finiti nell'edizione deluxe del primo album. Altri brani sono stati invece scritti durante la tournée mondiale di Black Acid Soul.
Rispetto al primo disco, il sound risulta più orientato al soul psichedelico. A tal proposito, la cantante ha dichiarato che «"Slang Spirituals" di base è il mio album che fondamentalmente riscrive il libro di cosa posso dire. Questo è un album per le persone, un album di libertà, per diventare liberi, superare qualsiasi cosa sia stata posta come un ostacolo, qualcosa di cui non si è soddisfatti. È un album di auto-accettazione fatto per non permettere a nessuno di offuscare quello che sento, che sono e che devo essere».

## Promozione
L'album è stato annunciato ufficialmente il 5 giugno 2024, col rilascio del primo singolo Reborn. Il 19 luglio viene pubblicato il secondo singolo Man on a boat, seguito, il successivo 1° agosto, da Let not (your heart be troubled). L'album viene reso disponibile globalmente il 13 settembre 2024, unitamente al singolo Like a Woman.

## Tracce
1. Let Not (Your Heart Be Troubled)
2. Like a Woman
3. Reborn
4. Man on a Boat
5. When the Game Is Played On You
6. The City
7. Matter of Time
8. If I Told You
9. No One Can Love (Like You Do)
10. Someday We'll Be Free
11. Whatever His Name

## Formazione
- Voce: Lady Blackbird
- Chitarra: Chris Seefried
- Pianoforte (Steinway Baby Grand), mellotron, synthesizer: Deron Johnson
- Contrabbasso: Jon Flaugher
- Batteria: Jimmy Paxson
- Tromba e altri strumenti a fiato: Troy Shorty Andrews.

## Accoglienza
Slang Spirituals viene accolto molto positivamente dalla critica.